# Roy Conli

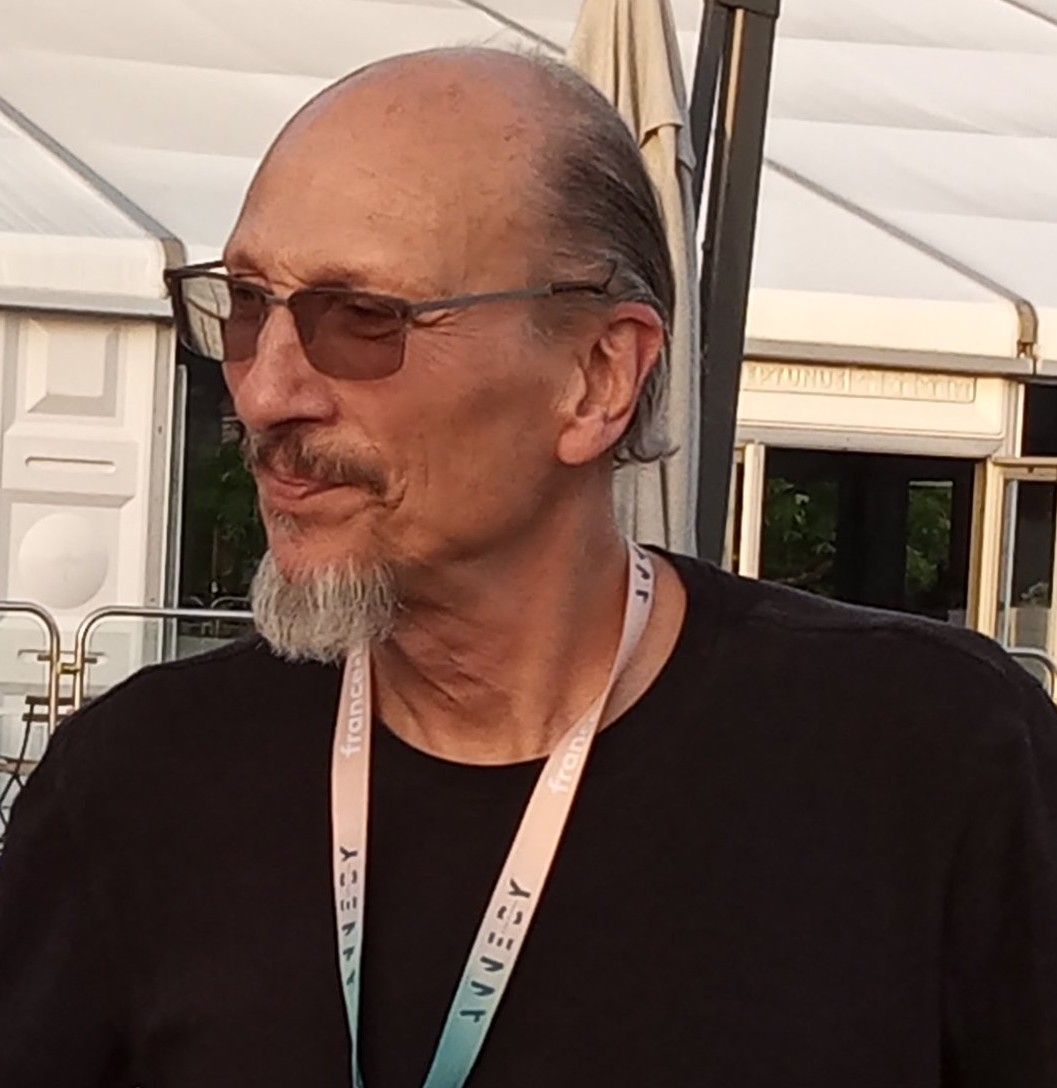
Roy Conli

Roy Conli ist ein amerikanischer Filmproduzent und Synchronsprecher bei den Disney Studios, der bei der Oscarverleihung 2015 für seine Arbeit bei Baymax – Riesiges Robowabohu zusammen mit Don Hall und Chris Williams mit dem Oscar in der Kategorie Bester animierter Spielfilm ausgezeichnet wurde. Conli begann 1993 seine Arbeit bei den Disney Studios und zog während seiner Arbeit bei Der Glöckner von Notre Dame nach Paris. Für die Arbeit am Schatzplanet kehrte er nach Burbank zurück.

## Filmographie (Auswahl)
- 1996: Der Glöckner von Notre Dame (The Hunchback of Notre Dame)
- 2002: Der Schatzplanet (Treasure Planet)
- 2010: Rapunzel – Neu verföhnt (Tangled)
- 2012: Ralph reichts (Wreck-It Ralph)
- 2013: Die Eiskönigin – Völlig unverfroren (Frozen)
- 2014: Baymax – Riesiges Robowabohu (Big Hero 6)
- 2014: Liebe geht durch den Magen (Feast)